# کلاریسا فرناندز
 کلاریسا فرناندز (انگلیسی: Clarisa Fernández؛ زادهٔ ۲۸ اوت ۱۹۸۱) یک تنیس‌باز اهل آرژانتین است.